# Trichordestra tacoma
Trichordestra tacoma är en fjärilsart som beskrevs av John Kern Strecker 1900. Trichordestra tacoma ingår i släktet Trichordestra och familjen nattflyn. Inga underarter finns listade i Catalogue of Life.